# Microtropesa flaviventris
Microtropesa flaviventris är en tvåvingeart som beskrevs av Malloch 1930. Microtropesa flaviventris ingår i släktet Microtropesa och familjen parasitflugor. Inga underarter finns listade i Catalogue of Life.